# 第30回NHK紅白歌合戦
『第30回NHK紅白歌合戦』（だいさんじっかいエヌエイチケイこうはくうたがっせん）は、1979年（昭和54年）12月31日にNHKホールで行われた、通算30回目のNHK紅白歌合戦。21時から23時45分にNHKで生放送された。

## 出演者

### 司会者
- 紅組司会：水前寺清子
- 白組司会：山川静夫アナウンサー
- 総合司会：中江陽三アナウンサー
- 紅組応援リーダー：この年上期の連続テレビ小説『マー姉ちゃん』一家（藤田弓子、熊谷真実、田中裕子、早川里美）
- 白組応援リーダー：三波伸介
- テレビ中継：金子辰雄アナウンサー
- 得点集計センター：生方惠一アナウンサー

水前寺は6年ぶり4度目、山川は8年連続8度目（白組司会は6年連続6度目）、中江は5年ぶり2度目の担当となった。
紅組司会にはこのほかに、森光子、黒柳徹子、佐良直美らが候補に挙がっていた。最終的に、「山川とのコンビ司会を担当していない」ということで、水前寺が復帰した。

### 出場歌手
紅組、      白組、      初出場、      返り咲き。
| 曲順 | 組 | 歌手名                     | 回         | 曲目                                       |
| ---- | -- | -------------------------- | ---------- | ------------------------------------------ |
| 1    | 紅 | 石野真子                   | 初         | ジュリーがライバル                         |
| 2    | 白 | 郷ひろみ                   | 7          | マイレディー                               |
| 3    | 紅 | 榊原郁恵                   | 2          | ラブジャックサマー                         |
| 4    | 白 | 渥美二郎                   | 初         | 夢追い酒                                   |
| 5    | 紅 | 太田裕美                   | 4          | シングル・ガール                           |
| 6    | 白 | 新沼謙治                   | 4          | 青春想譜                                   |
| 7    | 紅 | 渡辺真知子                 | 2          | たとえば…たとえば                          |
| 8    | 白 | 角川博                     | 2          | 大阪ものがたり                             |
| 9    | 紅 | 桜田淳子                   | 6          | サンタモニカの風                           |
| 10   | 白 | 野口五郎                   | 8          | 青春の一冊                                 |
| 11   | 紅 | 岩崎宏美                   | 5          | 万華鏡                                     |
| 12   | 白 | ツイスト                   | 2          | 燃えろいい女                               |
| 13   | 紅 | 大橋純子                   | 初         | ビューティフル・ミー                       |
| 14   | 白 | サザンオールスターズ       | 初         | いとしのエリー                             |
| 15   | 紅 | 金沢明子                   | 初         | 津軽じょんから節                           |
| 16   | 白 | さだまさし                 | 初         | 関白宣言                                   |
| 17   | 紅 | 金田たつえ                 | 初         | 花街の母                                   |
| 18   | 白 | ゴダイゴ                   | 初         | ビューティフル・ネーム                     |
| 19   | 白 | 西城秀樹                   | 6          | YOUNG MAN（Y.M.C.A.）                      |
| 20   | 紅 | ジュディ・オング           | 初         | 魅せられて                                 |
| 21   | 白 | 細川たかし                 | 5          | ゆきずり                                   |
| 22   | 紅 | 研ナオコ                   | 3          | ひとりぽっちで踊らせて                     |
| 23   | 白 | 加山雄三                   | 6          | 旅人よ                                     |
| 24   | 紅 | サーカス                   | 2          | アメリカン・フィーリング                   |
| 25   | 白 | 布施明                     | 13         | 君は薔薇より美しい                         |
| 26   | 紅 | 小柳ルミ子                 | 9          | 恋ごころ                                   |
| 27   | 白 | 沢田研二                   | 7          | カサブランカ・ダンディ                     |
| 28   | 紅 | 山口百恵                   | 6          | しなやかに歌って                           |
| 29   | 白 | 三波春夫                   | 22         | 雪の渡り鳥                                 |
| 30   | 紅 | 水前寺清子                 | 15         | 涙を抱いた渡り鳥                           |
| 31   | 白 | 菅原洋一                   | 13         | 知りたくないの                             |
| 32   | 紅 | 佐良直美                   | 13         | 世界は二人のために                         |
| 33   | 白 | フランク永井               | 23         | 東京午前三時                               |
| 34   | 紅 | 島倉千代子                 | 23         | 逢いたいなァあの人に                       |
| 35   | 白 | 藤山一郎                   | [ 注釈 1 ] | 丘を越えて、長崎の鐘、青い山脈             |
| 36   | 紅 | 美空ひばり                 | [ 注釈 2 ] | ひばりのマドロスさん、リンゴ追分、人生一路 |
| 37   | 白 | 千昌夫                     | 7          | 北国の春                                   |
| 38   | 紅 | 小林幸子                   | 初         | おもいで酒                                 |
| 39   | 白 | 内山田洋とクール・ファイブ | 8          | 昔があるから                               |
| 40   | 紅 | 石川さゆり                 | 3          | 命燃やして                                 |
| 41   | 白 | 森進一                     | 12         | 新宿・みなと町                             |
| 42   | 紅 | 森昌子                     | 7          | ためいき橋                                 |
| 43   | 白 | 村田英雄                   | 18         | 人生峠                                     |
| 44   | 紅 | 青江三奈                   | 13         | 盛岡ブルース                               |
| 45   | 白 | 北島三郎                   | 17         | 与作                                       |
| 46   | 紅 | 都はるみ                   | 15         | さよなら海峡                               |
| 47   | 白 | 五木ひろし                 | 9          | おまえとふたり                             |
| 48   | 紅 | 八代亜紀                   | 7          | 舟唄                                       |

- この年のアンケート上位は以下[2]。

| 順位 | 紅組       | 紅組 | 白組       | 白組 |
| 順位 | 歌手       | 出場 | 歌手       | 出場 |
| ---- | ---------- | ---- | ---------- | ---- |
| 1位  | 山口百恵   | ○    | 五木ひろし | ○    |
| 2位  | 森昌子     | ○    | 西城秀樹   | ○    |
| 3位  | 石川さゆり | ○    | ゴダイゴ   | ○    |
| 4位  | 榊原郁恵   | ○    | 森進一     | ○    |
| 5位  | 都はるみ   | ○    | 北島三郎   | ○    |

- 第30回を記念して、美空ひばりと藤山一郎が特別出演の形で復帰した。
  - ひばりは、弟のかとう哲也のトラブルが原因で第24回（1973年）を落選、一時期NHKとの絶縁を経て、7年ぶりの復帰となった。出演にあたり記者会見を行い、「今回も紅白対抗の一歌手としてなら辞退しました。でも特別コーナーを設けて戦前の代表として藤山先生、戦後の代表としてひばりということでゲスト出演要請があったので快く受けさせていただきました。"紅白"は今年で30回の記念。卒業生がお祝いに参加したいと思ったんです。病気療養中の母（喜美枝）が"特別コーナーはお嬢の希望だったのだから、喜んで出なさい"と言ってくれた。」とコメント。同席した哲也は「紅白の問題は私の問題から始まった。その私から姉に"出てくれ"と話は持っていけなかった。今回、"出ましょう"といわれて、男泣きに泣きました。今まで責任を感じていたんだ」と、涙を流した[3]。
  - 藤山一郎は、第24回に紫綬褒章受章を記念して渡辺はま子とともに特別出演して以来の復帰となった。
- この年より第62回（2011年）まで33回連続で出場することになる小林幸子が初出場。この年に大ヒットとなった「おもいで酒」を涙をこらえて熱唱した。
- 渥美二郎は初出場会見で嬉しさのあまり、「来春に結婚します」と発言、本番の曲前で山川に「初出場会見で結婚まで発表したのはこの方だけです」といじられた[1]。
- 前回はゲスト扱いで出演した金沢明子が折からの民謡ブームの波に乗り正式な出場歌手として初出場。民謡界からの出場者は第7回（1956年）の鈴木正夫以来23年ぶりのことであった。
- 前回の出場歌手の中より今回不選出となった歌手は以下。
  - 紅組：庄野真代・芹洋子・高田みづえ・中原理恵・西川峰子・由紀さおり・和田アキ子
  - 白組：春日八郎・狩人・さとう宗幸・原田真二・平尾昌晃&畑中葉子
- この年「みちづれ」がヒットした牧村三枝子は、楽曲はともかく本人の歌手としての知名度が低かったことがネックとなり、落選（2年後に同曲で紅白出場する）[1]。
- ニューミュージック系では、松山千春は「紅白はこたつで見るものだから」、アリスは「日本を留守にするので」、南こうせつは「大みそ日に仕事をする習慣がない」との理由でいずれも辞退した[4]。
- 前回自ら出場辞退を申し出たピンク・レディーは、今回は事前に「紅白に出たい」と宣言したが、「ご意見を伺う会」からの批判があり落選となった[5]。

### 演奏
- 紅組：ダン池田とニューブリード・東京放送管弦楽団（指揮:ダン池田）
- 白組：小野満とスイング・ビーバーズ・東京放送管弦楽団（指揮:小野満）
- 演奏ゲスト
  - 世良譲 - 研ナオコの伴奏（ピアノ）
  - 井上堯之バンド - 沢田研二のバックバンド

### 審査員
- 若山富三郎（俳優。この年のドラマ人間模様『続・事件 海辺の家族』の主人公・菊地大三郎役および『あめりか物語』の勝本圭造役）
- ミヤコ蝶々（女優。この年下期の連続テレビ小説『鮎のうた』の鈴木ちえ役）
- 菅原文太（俳優。翌年の大河ドラマ『獅子の時代』の主人公・平沼銑次役）
- 大原麗子（女優。同じく『獅子の時代』のもん役）
- 松本零士（漫画家）
- 重兼芳子（作家。この年『やまあいの煙』で第81回芥川賞を受賞）
- 古葉竹識（広島東洋カープ監督。この年、球団初の日本一を達成）
- 多岐川裕美（女優。この年の大河ドラマ『草燃える』の音羽役）
- 加藤好雄・NHK番組制作局長
- 地方審査員（全国400名）

### ゲスト出演者
- ニュー・ホリデー・ガールズ（コーラス&ダンスグループ。岩崎宏美のバックダンサー）
- タモリ（タレント。さだまさしと金田たつえの曲間およびサーカスと加山雄三の曲間）
- 磯村尚徳（NHKヨーロッパ総局長。 フランス・パリから中継で登場）
- ブンブン・イザトナルトブン、いなりやまつね吉、ごじゃえもん（『おかあさんといっしょ』の人形劇｢ブンブンたいむ｣キャラクター。西城秀樹の曲中）
- ジャPAニーズ（タレント。若者向け音楽番組『レッツゴーヤング』のレギュラー。西城秀樹の曲中）
- アグネス・ラム（タレント。加山雄三の曲後）
- 木ノ葉のこ（女優。加山雄三とサーカスの曲間および「ラインダンス」）
- あき竹城（女優。加山雄三とサーカスの曲間および「組体操」）
- 掛布雅之（阪神タイガース内野手。サーカスと布施明の曲間）
- 桂三枝[注釈 3]（落語家。サーカスと布施明の曲間および布施明と小柳ルミ子の曲間）
- 具志堅用高（プロボクサー、当時WBA世界ジュニアフライ級王者。布施明と小柳ルミ子の曲間）
- 藤岡琢也（俳優。『鮎のうた』の田崎秀之助役。小柳ルミ子と沢田研二の曲間）
- 夢路いとし（漫才師・夢路いとし・喜味こいし。同じく『鮎のうた』の出演者。同上）
- 山咲千里（女優。同じく『鮎のうた』のヒロイン・浜中（原田）あゆ役。同上）
- 衣笠祥雄（広島東洋カープ内野手。菅原洋一の曲紹介）
- 高橋慶彦（同内野手。同上）
- 木下富雄（同内野手。同上）
- 萩原康弘（同外野手。同上）
- ザ・チェリーズ（タレント。『花のステージ』レギュラー。千昌夫の曲紹介）

### 大会委員長
- 田中武志･NHK放送総局長

## 当日のステージ
- 4回目の紅組司会を務めた水前寺は、出場歌手としてよりも紅組司会の方に重点を置く意思でそれに臨んだ。そのため、紅組出場歌手の意思を取りまとめるべく、特に初出場で緊張の極度にいる歌手に対しては激励の言葉をかけ続けたり、各歌手の良い部分を最大限すくい上げようと司会者面談をいつも以上に念入りに行うなど、努力を惜しまなかった。
- 紅白30回を記念して三波春夫、水前寺、菅原洋一、佐良直美、フランク永井、島倉千代子がそれぞれ初出場時の曲を披露した。
- 今回から、選手宣誓の後のスクールメイツなどによる応援ダンスが廃止され、いきなり歌となる。
- さだまさしの「関白宣言」はフルコーラスで5分50秒と長く、さだ本人も事前に出場を打診された時に「フルコーラスで歌えるなら」という条件を付けていた。困った紅白スタッフはひばりに相談。全歌詞を読んだひばりの「これは切れないわね」という意見が通り、本番ではフルコーラスでの披露となった。ただしそのためにテンポを上げ、1コーラスと2コーラスの間奏はカットし、エンディングのリフレインも行わないという編曲を行い、5分にまで短縮した。
- ジュディ・オングの「魅せられて」で特徴的な白い衣装の袖は、本人の話によると、直前の『第21回日本レコード大賞』までは手を広げたのと同じ長さだったが、紅白では初めて長い棒を左右に取り付けて、彼女の腕の長さ以上に伸ばしたという。
- 西城秀樹の歌唱時に舞台後方のドーム状のセットが回転する演出があり、これが紅白における最初の舞台転換とされる。
- 研ナオコのステージでは緊張のためか、唄い出しの個所を間違えて早めに歌ってしまい、伴奏の世良譲に教えられて歌い直すハプニングが発生した。
- 山口百恵の曲前に、水前寺から「三浦友和さんとの愛を告白した、いじらしい乙女心も見せてくれました」と紹介された。百恵は翌年10月に三浦と結婚して引退、これが最後の紅白となった。
- 紅組司会の水前寺が歌手として出演する際の曲紹介は今回の初出場歌手が行った。
- 特別出演の美空ひばりと藤山一郎はそれぞれメドレーを披露。2人の曲紹介は総合司会の中江が行った。
- 千昌夫はロングヒットの「北国の春」を3年連続で披露。3年連続で同じ曲が歌唱されるのは初のことであった（その後、第56回（2005年）に夏川りみの「涙そうそう」が4年連続で披露された）。山川からは「紅白史上稀に見る大記録」「3年連続同じ歌」「何ともしぶとい人です」「東北人の持つ粘り強さ」と紹介された。
- トリは五木ひろしと八代亜紀がつとめた。他に候補としては、紅組では百恵、白組では北島、千、村田、森、西城らが挙がっていたという[3]。
- 紅組が優勝（通算16勝14敗）。優勝決定後、水前寺が紅組歌手に胴上げされる一幕があった。
- 瞬間最高視聴率（ニールセン調べ）は、関東地区がさだまさしが登場した直後の21時54分に記録された78.3%、関西地区が大トリが歌い終わり集計中の23時42分に記録された80.8%である[6]。

## 後日譚
- 今回1回限りで復帰したひばりに対し、NHKは以降も連年出場を打診したが、ひばりは1989年に死没するまでついに紅白に出演することはなかった。一方で没後は、ひばりの持ち歌が紅組歌手によって何度も披露されている。
- 後年、『思い出の紅白歌合戦』（BS2）で再放送された。なお再放送の際には「歌詞テロップ」を添え、また「美空・藤山の特別出演コーナー」では、画面右に歌った楽曲の題名・作詞・作曲のテロップを添えた。